# Дончанка-ЦПОР
«Дончанка-ЦПОР» — украинский женский футбольный клуб из города Донецка. Клуб выступает в чемпионате и кубке Украины среди женщин. Пятикратный чемпион Украины.

## Прежние названия
- 1992—1993: «Текстильщик»
- 1994—1996: «Донецк-Рось»
- 1997—2006: «Дончанка»
- С 2007: «Дончанка-ЦПОР» (ЦПОР — центр подготовки олимпийского резерва)

## История
Женский футбольный клуб «Текстильщик» был основан в Донецке в начале 1992 года при Донецком хлопчато-бумажном комбинате. В 1992 году команда дебютировала в первом чемпионате Украины в первой лиге, где с ходу заняла второе место. В следующем сезоне донецкие футболистки выступают уже в высшей лиге и по итогам турнира становятся 7-ми из 13-и команд. В сезоне 1994 в клуб пришла группа спонсоров, что обеспечило команде финансовую уверенность и стабильность. Клуб сменил название на «Донецк-Рось», а позднее стал «Дончанкой» и занял место флагмана украинского женского футбола. В следующих шести сезонах дончанки праздновали победу в чемпионате пять раз (1994, 1995, 1996, 1998, 1999). Четыре раза им покорялся национальный кубок (1994, 1996, 1998, 1999). В 1995 году команда становилась победителем международного турнира во Франции, а в 1996 году — в городе Варна (Болгария). 16 игрокам «Дончанки» этого периода было присвоено звание «Мастер спорта Украины» по футболу. «Дончанка» этого периода являлась базовой командой Национальной женской сборной Украины. В 1999 году финансовая стабильность команды пошатнулась. Спонсоры ушли. За ними разошлись и ключевые исполнители.
В 2000 году при поддержке Донецкого городского головы Александра Лукьянченко на базе клуба было открыто коммунальное учреждение — "Городской центр олимпийской подготовки по женскому футболу «Дончанка». Целью центра стал поиск одарённых девочек и их воспитание для команды мастеров высшей лиги и сборных команд Украины. Команды центра из девочек разных возрастов выступают в соревнованиях на всеукраинском уровне. Становятся призёрами.
В апреле 2007 года, на территории базы был открыт филиал футбольной академии ФК «Шахтёр».
Параллельно в высшей лиге чемпионата Украины продолжает выступать «Дончанка». В 2009 году команда остановилась в шаге от бронзы, став четвёртой. Однако, в сезоне 2012 года «Дончанка» после многолетнего «медального застоя» добивается бронзовых наград, обыграв главного конкурента в борьбе за пьедестал — черниговскую «Легенду».
Свои домашние матчи «Дончанка-ЦПОР» проводит в микрорайоне Текстильщик на стадионе Донецкого индустриально-педагогического техникума.
В 2014 году «Дончанка-ЦПОР» провела всего 1 матч в чемпионате Украины 2014 года и из-за боевых действий на востоке Украины, а также из-за перехода города Донецка под контроль не признанной ДНР команда прекратила участие в чемпионатах и фактически распалась.

## Достижения
- Чемпион Украины по футболу среди женщин — 1994, 1995, 1996, 1998, 1999.
- Вице-чемпион Украины — 2000, 2001.
- Бронзовый призёр чемпионата — 1997, 2002, 2003, 2012, 2013.
- Обладатель кубка Украины по футболу среди женщин — 1994, 1996, 1998, 1999.
- Финалист Кубка Украины — 1995, 1997, 2000, 2001, 2012.

## Известные игроки
- Наталья Зинченко
- Татьяна Верезубова
- Елена Мазуренко
- Марина Масальская
- Светлана Фришко
- Татьяна Громовская